# Casino du Liban

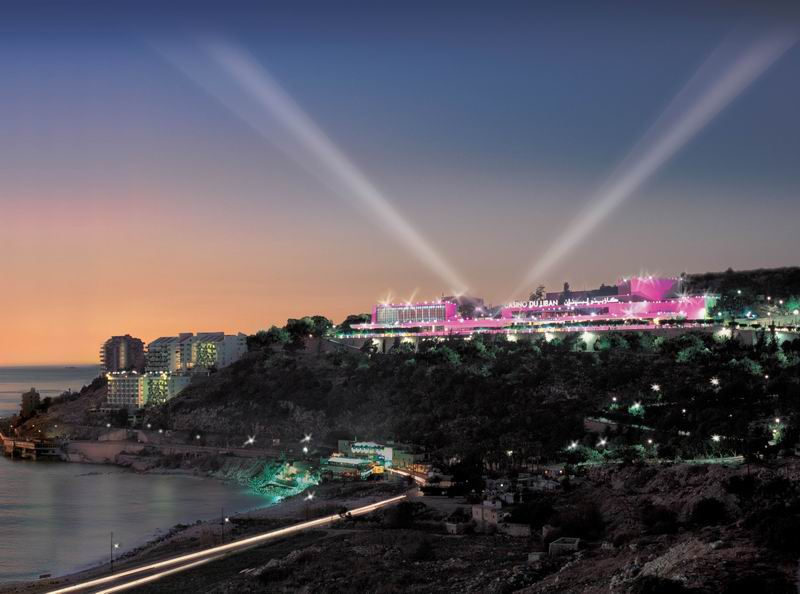
Casino du Liban de noche

Casino du Liban es un casino situado sobre Maameltein, en Jounieh, Líbano, se encuentra a 22 kilómetros al norte de Beirut.
Tiene una superficie de unos 35.000 m², el casino cuenta con alrededor de 400 máquinas tragamonedas y 60 mesas de juego. Cuenta con una sala de exposiciones, club nocturno, teatro, instalaciones para banquetes y restaurantes. El casino fue inaugurado en 1959, se cerró en 1989 y fue reabierto en 1996 después de una reconstrucción.